# Body Team 12
Body Team 12 ist ein US-amerikanischer Kurz-Dokumentarfilm über die Ebolafieber-Epidemie 2014 von David Darg aus dem Jahr 2015. Der Film zeigt reale Personen, das „Body Team 12“ (englisch für: Leichenteam 12), die kontaminierte Leichen bergen. Der Film wurde 2015 beim Tribeca Film Festival ausgezeichnet und ist für die Oscarverleihung 2016 als bester Dokumentar-Kurzfilm nominiert.

## Handlung
Gezeigt wird die Arbeit einer Gruppe von Helfern des Roten Kreuzes in Monrovia, Liberia, nachdem dort das Ebolavirus die Epidemie 2014 ausgelöst hat. Protagonistin ist Garmai Sumo, die einzige Frau der Gruppe. Sumo leitet das „Body Team 12“, sie ist medizinisch ausgebildet. Sumo muss Tote aus den Häusern, in denen die Hinterbliebenen noch wohnen, bergen und ist so im Zentrum unzähliger Leidensgeschichten.

## Produktion
Die Dreharbeiten fanden vor Ort, im Gefahrengebiet der Ebolafieber-Epidemie in Liberia statt. Olivia Wilde war eine der Executive Producers des Films.

## Auszeichnung
- 2015: „Bester Dokumentarfilm“ des Tribeca Film Festivals[2]:

„The winning film is a spiritual and inspiring story of personal courage and commitment. The filmmaking team takes us on a fearless journey that restores our faith in humanity and inspires viewers to be optimistic despite facing the most extreme challenges.“

„Der Gewinner-Film ist eine spirituelle und inspirierende Geschichte von persönlichem Mut und Hingabe. Das Team der Filmemacher nimmt uns auf eine angstlose Reise, die unseren Glauben an Menschlichkeit wiederherstellt und den Zuschauer zu Optimismus inspiriert, selbst wenn die extremsten Herausforderungen gemeistert werden müssen.“

Nominierung
- bester Dokumentar-Kurzfilm der Oscarverleihung 2016
- „IDA Award“ der International Documentary Association